# Церковь Святого Иакова (Винтри, Лондон)
Церковь Святого Иакова (Сент-Джеймс Гарликхайт; англ. St James Garlickhythe) — англиканская приходская церковь в квартале Винтри (Сити) города Лондона (Великобритания); впервые упоминается в XII веке, современное здание было построено в 1682—1683 годах.

## История и описание
Самое раннее сохранившееся упоминание церкви Святого Иакова в Винтри содержится в завещании XII века: храм назван «ecclesiam Sancti Jacobi». В других записях церковь упоминается как «Сент-Джеймс в Винтри», «Сент-Джеймс Коминс» или «Сент-Джеймс у Темзы». Название церкви «Garlickhythe» относится к соседнему причалу, на котором в Средневековье продавался чеснок. Корабли, привозившие в Лондон чеснок из Франции, также перевозили и вино: в результате храм имел давние связи с торговцами вином. Так в 1326 году лондонский шериф и винодел Ричард де Ротинг (Richard de Rothing) заплатил за восстановление церковного здания. Компания «Joiners' Company» (Worshipful Company of Joiners and Ceilers) ведёт своё происхождение от местной гильдии, основанной в церкви в 1375 году.
В Средние века храм стал местом захоронения для шести лорд-мэров города. Сент-Джеймс стала полностью приходской церковью после роспуска английских монастырей при короле Англии Генрихе VIII. Когда в 1560 году соседняя церковь Святого Мартина в Винтри была разобрана, часть её литургического оборудования и интерьера была перенесена в церковь Святого Иакова.
Сент-Джеймс несколько раз ремонтировался и расширялся в течение первой половины XVII века: так северный неф был перестроен в 1624 году, а в 1644 году в здание была добавлена галерея. Храм был полностью уничтожен в результате Великого лондонского пожара 1666 года; восстановление началось спустя десять лет. Храм был перестроен и вновь открыт в 1682 году — он был полностью завершён к 1683 году. Строительство башни-колокольни со шпилем началось годы спустя и закончилось к 1717 году. Общая стоимость строительства церкви с колокольней составила 7230 фунтов стерлингов.
В 1860 году писатель Чарльз Диккенс посетил воскресную службу в Сент-Джеймс Гарликхайт, которую он описал в своей работе «Путешественник не по торговым делам». К тому моменту число прихожан сократилось до двадцати человек, а здание «было пропитано сыростью и пылью». 4 января 1950 года церковное здание было внесено в список памятников архитектуры первой степени (Grade I).